# Rebel Rebel
Rebel Rebel is de eerste single van David Bowie in 1974, er zouden er dat jaar nog drie volgen. Rebel Rebel is afkomstig van zijn studioalbum Diamond Dogs, dat pas later zou worden uitgegeven; de single kwam 15 februari 1974 uit, de langspeelplaat 24 april 1974. Rebel Rebel is opgenomen in januari 1974 in de Ludolph Studios in Nederhorst den Berg.
Rebel Rebel was een overblijfsel van zijn Ziggy Stardust-musicals en was zijn laatste single binnen het genre glamrock. Tegelijkertijd was het zijn eerste single zonder zijn toen vaste gitarist Mick Ronson. Het nummer is bekend vanwege de wisselingen in sekse binnen de teksten (You got your mother in a whirl / She's not sure if you're a boy or a girl). De vraag is of Bowie het nummer geheel zelf heeft geschreven. Zijn vroegere partner in muziek Wayne County had met Queenage baby eenzelfde soort track opgenomen, die echter destijds niet is uitgebracht. 
Het is een van Bowies populairste liedjes als het op covers aankomt, van Bay City Rollers tot Bryan Adams hebben het opgenomen. Het nummer verscheen op tal van verzamelalbums en livealbums van Bowie. 

## Musici
- Bowie speelde bijna alle muziekinstrumenten zelf, maar kreeg hulp van:
- Herbie Flowers – basgitaar
- Mike Garson – piano
- Aynsley Dunbar – slagwerk

### Musici B-kant
De B-kant werd gevuld met "Queen Bitch" (dat al eerder was verschenen op "Hunky Dory").
- Mick Ronson – gitaar
- Trevor Bolder – basgitaar
- Mick Woodmansey – slagwerk.

## Hitnoteringen

### Nederlandse Top 40
| Hitnotering: 09-03-1974 t/m 13-04-1974 | Hitnotering: 09-03-1974 t/m 13-04-1974 | Hitnotering: 09-03-1974 t/m 13-04-1974 | Hitnotering: 09-03-1974 t/m 13-04-1974 | Hitnotering: 09-03-1974 t/m 13-04-1974 | Hitnotering: 09-03-1974 t/m 13-04-1974 | Hitnotering: 09-03-1974 t/m 13-04-1974 | Hitnotering: 09-03-1974 t/m 13-04-1974 |
| Week:                                  | 1                                      | 2                                      | 3                                      | 4                                      | 5                                      | 6                                      |                                        |
| -------------------------------------- | -------------------------------------- | -------------------------------------- | -------------------------------------- | -------------------------------------- | -------------------------------------- | -------------------------------------- | -------------------------------------- |
| Positie:                               | 29                                     | 15                                     | 12                                     | 13                                     | 24                                     | 40                                     | uit                                    |

### NederlandseSingle Top 100
| Hitnotering: 02-03-1974 t/m 06-04-1974 | Hitnotering: 02-03-1974 t/m 06-04-1974 | Hitnotering: 02-03-1974 t/m 06-04-1974 | Hitnotering: 02-03-1974 t/m 06-04-1974 | Hitnotering: 02-03-1974 t/m 06-04-1974 | Hitnotering: 02-03-1974 t/m 06-04-1974 | Hitnotering: 02-03-1974 t/m 06-04-1974 | Hitnotering: 02-03-1974 t/m 06-04-1974 |
| Week:                                  | 1                                      | 2                                      | 3                                      | 4                                      | 5                                      | 6                                      |                                        |
| -------------------------------------- | -------------------------------------- | -------------------------------------- | -------------------------------------- | -------------------------------------- | -------------------------------------- | -------------------------------------- | -------------------------------------- |
| Positie:                               | 25                                     | 23                                     | 15                                     | 8                                      | 10                                     | 24                                     | uit                                    |

### VlaamseRadio 2 Top 30
| Hitnotering: (Week 1 t/m 2) 16-03-1974 t/m 23-03-1974 Hitnotering: (Week 3) 20-04-1974 | Hitnotering: (Week 1 t/m 2) 16-03-1974 t/m 23-03-1974 Hitnotering: (Week 3) 20-04-1974 | Hitnotering: (Week 1 t/m 2) 16-03-1974 t/m 23-03-1974 Hitnotering: (Week 3) 20-04-1974 | Hitnotering: (Week 1 t/m 2) 16-03-1974 t/m 23-03-1974 Hitnotering: (Week 3) 20-04-1974 | Hitnotering: (Week 1 t/m 2) 16-03-1974 t/m 23-03-1974 Hitnotering: (Week 3) 20-04-1974 | Hitnotering: (Week 1 t/m 2) 16-03-1974 t/m 23-03-1974 Hitnotering: (Week 3) 20-04-1974 |
| Week:                                                                                  | 1                                                                                      | 2                                                                                      |                                                                                        | 3                                                                                      |                                                                                        |
| -------------------------------------------------------------------------------------- | -------------------------------------------------------------------------------------- | -------------------------------------------------------------------------------------- | -------------------------------------------------------------------------------------- | -------------------------------------------------------------------------------------- | -------------------------------------------------------------------------------------- |
| Positie:                                                                               | 30                                                                                     | 26                                                                                     | uit                                                                                    | 24                                                                                     | uit                                                                                    |

### NPO Radio 2 Top 2000
| Nummer met noteringen in de NPO Radio 2 Top 2000 | '99 | '00 | '01  | '02  | '03  | '04  | '05  | '06  | '07  | '08  | '09 | '10  | '11  | '12  | '13  | '14 | '15 | '16 | '17 | '18 | '19 | '20 | '21 | '22 | '23 | '24  |
| ------------------------------------------------ | --- | --- | ---- | ---- | ---- | ---- | ---- | ---- | ---- | ---- | --- | ---- | ---- | ---- | ---- | --- | --- | --- | --- | --- | --- | --- | --- | --- | --- | ---- |
| Rebel Rebel                                      | 966 | -   | 1436 | 1425 | 1372 | 1212 | 1257 | 1409 | 1060 | 1247 | 937 | 1353 | 1366 | 1296 | 1102 | 881 | 901 | 230 | 428 | 596 | 650 | 708 | 852 | 903 | 998 | 1420 |

1. ↑  Een '-' betekent dat het nummer niet was genoteerd en een vetgedrukt getal geeft de hoogste notering aan.

## Trivia
- Darter Ronny Huybrechts gebruikt het nummer als opkomstnummer.
- De Britse new wave-formatie Sigue Sigue Sputnik nam het nummer niet als cover op, maar speelde het meermaals live.